# 뤼튼테크놀로지스
뤼튼테크놀로지스(Wrtn Technologies)는 대한민국의 소프트웨어 회사이다.
2021년, 뤼튼테크놀로지스는 회사의 이름을 본뜬 생성형 AI인 '뤼튼'을 출시했다. 이후, 뤼튼의 일부 기능이 2025년 4월 크랙이라는 앱으로 분리되었다.